# NGC 3224
NGC 3224 è una galassia ellittica di tipo Hubble E2 nella costellazione di Antlia nel cielo stellato meridionale. Si stima che si trovi a 128 milioni di anni luce dalla Via Lattea e abbia un diametro di circa 70.000 anni luce.
Nella stessa area celeste si trovano, tra le altre, le galassie NGC 3223 e IC 2573.

## Scoperta
La galassia è stata scoperta il 18 aprile 1835 da John Herschel.